# Theodor Averberg
Theodor Averberg (SVD) (* 12. Dezember 1878 in Everswinkel; † 31. Juli 1973 in Everswinkel) war katholischer Priester und Mitglied der Ordensgemeinschaft der Steyler Missionare. Von seinem Orden war er zunächst als Missionar nach Neuguinea entsandt. Nachdem er wegen Krankheit tropenuntauglich war, wirkte er als Missionsprediger und Seelsorger in Deutschland. Wegen seiner entschiedenen Predigten und Stellungnahmen gegen den Nationalsozialismus wurde er vom NS-Regime verfolgt und von 1943 bis 1945 als einer der ältesten Schutzhäftlinge im Pfarrerblock des Konzentrationslagers Dachau gefangengehalten.

## Familie, Schule und Studium
Theodor Averberg  war der Sohn der Eheleute Joseph Averberg und Josefa geb. Beukmann. Seine Eltern bewirtschafteten als Landwirte den Averberghof in Everswinkel. Nach seinen Grundschuljahren in der Volksschule seines Heimatortes besuchte er zunächst das Gymnasium Dionysianum in Rheine und schließlich das Gymnasium in Steyl, wo er am 14. April 1896 von Arnold Janssen aufgenommen wurde. Die Studien der Theologie, Philosophie und Missionswissenschaften absolvierte er an der in der niederösterreichischen Gemeinde Maria Enzersdorf (Bezirk Mödling) bei Wien gelegenen Ausbildungsstätte seines Ordens, der Theologischen Hochschule St. Gabriel.

## Missionar und Entwicklungshelfer
Am 24. Februar 1905 wurde Theodor Averberg in Maria Enzersdorf zum Priester geweiht.
Arnold Janssen entsandte ihn 1905 gemeinsam mit zwei weiteren Patres zum Aufbau einer Missionsstation nach Neuguinea. Am 21. Juni 1905 wurde Averberg in Genua eingeschifft und kam nach sechswöchiger Seereise in der Heilig-Geist Mission der Steyler Mission in Deutsch-Neuguinea an. Als Sohn eines Bauern wurde P. Theodor Averberg dort – neben seiner Missionartätigkeit – vom Apostolischen Präfekten Eberhard Limbrock vor allem für den Aufbau der Missionsplantagen und die Ausbildung einheimischer Plantagenarbeiter eingesetzt. Limbrock schickte ihn von 1910 bis 1912 in die USA, um die neuesten Anbaumethoden von Baumwolle und Reis kennenzulernen, seine eigenen Kenntnisse über Ackerbau zu ergänzen und anschließend das Baumwoll- und Reisanbauprojekt der Steyler Mission in Neuguinea zu betreuen. Der Übergang von deutscher Kolonialverwaltung zu australischer Militärverwaltung im Herbst 1914 brachte auch das Reisanbauprojekt in Danip bei Alexishafen zum Erliegen. 1925 erkrankte Theodor Averberg schwer an Malaria. Da er infolge dieser Tropenkrankheit fast vollständig erblindet war, kehrte er nach 20-jähriger Auslandstätigkeit nach Europa zurück. Nach seiner Ankunft in Deutschland wurde durch mehrfache Operationen zwar seine Sehfähigkeit wiederhergestellt, doch Theodor Averberg erlangte nicht mehr die gesundheitliche Stabilität einer Tropentauglichkeit.

## Seelsorger in Deutschland
Nachdem seine Rückkehr nach Neuguinea oder sein Einsatz in einem anderen Missionsgebiet seines Ordens nicht mehr möglich waren, übernahm Pater Averberg verschiedene Aufgaben in den deutschen Niederlassungen seines Ordens: in  Sankt Augustin bei Siegburg, im Paulushaus in Bottrop sowie in Blankenstein bei Hattingen. Er wirkte als Missionsprediger, Krankenhausgeistlicher und als Aushilfsseelsorger in verschiedenen katholischen Kirchengemeinden.

## Verfolgung durch die Nationalsozialisten
Theodor Averberg bezog in seinen Predigten eine klare Stellung gegen die nationalsozialistische Ideologie. In seiner Heimatgemeinde in Everswinkel schützte ihn der örtliche Dorfpolizist, indem er ihn vor drohenden Verhören warnte und ihm die nachträgliche Änderung der Manuskripte seiner bereits gehaltenen Predigten empfahl. Als Pater Averberg in einer Predigt in der Kirche des Nachbarortes Ottmarsbocholt die Nationalsozialisten für die Zunahme von Ehescheidungen verantwortlich machte,  wurde er zum Verhör zur Gestapo in Münster bestellt und anschließend ins dortige Gerichtsgefängnis eingeliefert.

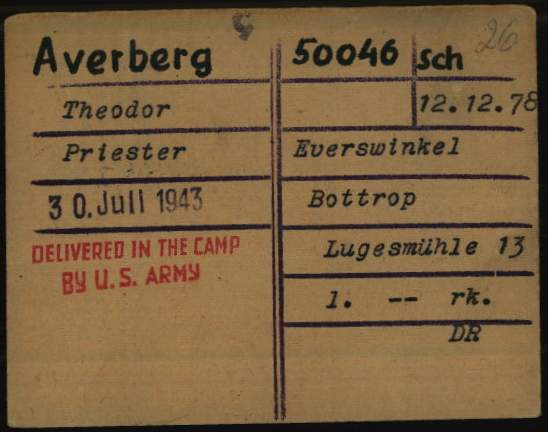
Registrierungskarte von Theodor Averberg als Gefangener in nationalsozialistischen Konzentrationslager Dachau

Nach zweimonatigem Gefängnisaufenthalt begann am 30. Juli 1943 seine Haft im Konzentrationslager Dachau. Dort erhielt Pater Averberg die Häftlingsnummer 50.046. Wegen seines Alters und seinen Vorerkrankungen gehörte der Fünfundsechzigjährige zu den besonders Gefährdeten unter den Häftlingen im Pfarrerblock. Allerdings bekam er zur Ergänzung der kargen Häftlingsnahrung Lebensmittelpakete aus seiner Heimatgemeinde. Zudem standen ihm seine priesterlichen Mithäftlinge in besonderer Weise bei. Nachdem er von der Lagerverwaltung wegen seiner landwirtschaftlichen Kenntnisse zunächst im Arbeitskommando „Plantage“ eingesetzt worden war, verschaffte ihm der in der Forschung tätige Benediktinerpater Augustin Hessing ein leichteres Kommando in der landwirtschaftlichen Versuchsstation. Später wurde er innerhalb des Lagers mit Putz- und Flickaufgaben beschäftigt. Wegen eines konkreten Verstoßes gegen die Lagerordnung musste Theodor Averberg ein Mal mit einer Bestrafung von 25 Doppelhieben mit dem Ochsenziemer rechnen. Vermutlich hätte er diese Bestrafung nicht überlebt, wenn es seinen Mithäftlingen nicht gelungen wäre, ihn vor dem für die Aufdeckung des Verstoßes zuständigen Kapo zu verstecken.
Am Abend des 26. April 1945 – drei Tage vor Ankunft der amerikanischen Truppen am KZ Dachau – wurde der Siebensechzigjährige mit etwa 6.000 Häftlingen von der SS auf einen Todesmarsch in Richtung der Ötztaler Alpen getrieben, auf dem eine große Zahl der Häftlinge infolge von Entkräftung und Tötung durch die Wachmannschaften ums Leben kam. Theodor Averberg entging diesem Schicksal, weil es in der ersten Nacht des Marsches einer Gruppe bereits entlassener Priester unter der Leitung des Jesuiten Otto Pies – als SS-Männer verkleidet – gelang, ältere und kranke Häftlinge, vorwiegend Priester, aus der Marschkolonne heraus auf einen LKW zu verladen und sie in die Freiheit zu bringen.

## Nach der Befreiung
Zunächst fand Theodor Averberg Aufnahme und Pflege bei den Ordensschwestern in Adelshofen bei Fürstenfeldbruck. Dort konnte er nach den Strapazen der Lagerhaft und des Evakuierungsmarsches erste Kräfte sammeln. Im Mai 1945 kehrte er nach Westfalen auf den Bauernhof seiner Eltern in Everswinkel zurück, um sich dort weiter zu erholen. Nach seiner Genesung von akuten Folgen seiner KZ-Haft wirkte er bis 1961 als Seelsorger im St.-Marien-Hospital Lünen. Wegen der körperlichen Belastung und eigener Behandlungsbedürftigkeit wechselte der Dreiundachtzigjährige in das St.-Vitus-Hospital in Everswinkel, wo er bis zu seinem Tod im Jahr 1973, vierundneunzigjährig, noch gelegentlich seelsorgerische Aufgaben übernahm.

## Schriften
- Eine Neugründung in Matuka. In: Steyler Missionsbote, Jg. 36 (1909), S. 169–170.
- Skizzen und Bilder aus der Südsee-Mission. In: Steyler Missionsbote, Jg. 35 (1908), S. 90–92.
  - Teil 3. Ein Besuch auf der Missionsfarm St. Anna
- Unter den Kanaken. In: Steyler Missionsbote, Jg. 51 (1923), S. 4–5.
- Was der Papuaner alles ißt. In: Stadt Gottes, Jg. 58 (1935), S. 506.
- Fischfang der Papuas in Neuguinea. In: Stadt Gottes, Jg. 47 (1924), S. 140–142.
- Auf nassen Pfaden. In: Stadt Gottes, Jg. 51 (1928).